# Simply the Truth
Simply the Truth — студійний альбом американського блюзового музиканта Джона Лі Гукера, випущений у 1969 році лейблом BluesWay.

## Опис
Альбом був спродюсований відомим джазовим продюсером Бобо Тілом; на цій сесії Джон Лі Гукер грає з найповнішими аранжуваннями на той час в його кар'єрі з відомим сесійним ударником Прітті Перді, а також додаванням на органу і клавішних до гітари і басу. Серед пісень «I Don't Wanna Go to Vietnam» і «Mini Skirts».

## Список композицій
1. «I Don't Wanna Go to Vietnam» (Джон Лі Гукер) — 5:36
2. «Mini Skirts» (Джон Лі Гукер) — 3:28
3. «Mean Mean Woman» (Джон Лі Гукер) — 5:45
4. «I Wanna Bugaloo» (Джон Лі Гукер) — 4:15
5. «Tantalizing With the Blues» (Джон Лі Гукер) — 5:05
6. «(Twist Ain't Nothin') But the Old Time Shimmy» (Джон Лі Гукер) — 3:19
7. «One Room Country Shack» (Джон Лі Гукер) — 4:27
8. «I'm Just a Drifter» (Джон Лі Гукер) — 6:04

## Учасники запису
- Джон Лі Гукер — вокал, гітара
- Воллі Річардсон — гітара
- Ерні Гейз — фортепіано, орган
- Вільям Фолвелл — бас-гітара
- Прітті Перді — ударні

Технічний персонал
- Боб Тіл — продюсер
- Боб Сімпсон — інженер
- Елліотт Ленді — фотографія
- Ден Пецца, Генрі Епстайн — дизайн обкладинки